# Nagroda za debiut aktorski na Festiwalu Polskich Filmów Fabularnych
Nagroda za debiut aktorski na Festiwalu Polskich Filmów Fabularnych w Gdyni jest przyznawana od 2000 roku. Laureatami nagrody są najczęściej niedawni absolwenci szkół aktorskich. Najstarszym zwycięzcą jest Przemysław Bluszcz, który w 2004 roku w wieku trzydziestu czterech lat został wyróżniony za rolę w filmie W dół kolorowym wzgórzem, a najmłodszym – dwudziestoletnia Magdalena Berus (2013, Bejbi blues). Fundatorem nagrody jest Prezydent Miasta Gdyni.

## Laureaci nagrody

### 1974-1994
W tych latach nie przyznano nagrody za debiut, a w roku 1982 i 1983 festiwal nie odbył się.

### 1995–1999
- 1995: Paweł Kukiz − Girl Guide jako Józek Galica
- 1996: nie przyznawano
- 1997: nie przyznawano
- 1998: nie przyznawano
- 1999: nie przyznawano

### 2000–2009
- 2000: Michał Bukowski − Patrzę na ciebie, Marysiu jako Michał Okrężny
- 2001: Magdalena Schejbal − Głośniej od bomb jako Jagoda, dziewczyna Dżefreja
- 2002: Ewa Kaim − Anioł w Krakowie jako Hanka
- 2003: Radosław Kaim − Jak to się robi z dziewczynami jako „Bogo”
- 2004: Przemysław Bluszcz − W dół kolorowym wzgórzem jako Tadek
- 2005: nagroda ex-aequo
  - Anna Cieślak − Masz na imię Justine jako Mariola Szymańska
  - Tomasz Kot − Skazany na bluesa jako Ryszard Riedel
- 2006: Marta Malikowska − Przebacz jako Anka
- 2007: Joanna Kulig − Środa, czwartek rano jako Teresa
- 2008: Karolina Piechota − Drzazgi jako Marta
- 2009: Filip Garbacz − Świnki jako Tomek

### Od 2010 do 2019
- 2010: Marcin Walewski − Trzy minuty. 21:37 jako chłopak oraz Wenecja jako Marek
- 2011: Katarzyna Zawadzka − W imieniu diabła jako Anna
- 2012: Marcin Kowalczyk − Jesteś Bogiem jako Piotr Magik Łuszcz
- 2013: Magdalena Berus − Bejbi blues jako Magda
- 2014:  nagroda ex-aequo
  - Sebastian Fabijański − Jeziorak jako aspirant Wojciech Marzec
  - Jaśmina Polak − Hardkor Disko jako Ola
- 2015: Justyna Suwała − Body/Ciało
- 2016: Michalina Łabacz – Wołyń
- 2017: Kamila Kamińska – Najlepszy
- 2018: nie przyznawano
- 2019: Zofia Domalik – Wszystko dla mojej matki jako Ola

### Od 2020
- 2020: Zofia Stafiej – Jak najdalej stąd
- 2021: Michał Sikorski – Sonata jako Grzegorz Płonka
- 2022: Marta Stalmierska – Johnny jako Żaneta i Apokawixa jako Jagna
- 2023: Paulina Pytlak – Święto ognia jako Nastka
- 2024: Sofiia Berezovska – Pod wulkanem[1]